# Листвяги (Кемеровская область)
Листвяги́ — бывший посёлок городского типа, присоединённый к городу Новокузнецку Кемеровской области в 2004 году. Территория микрорайона входит в состав Куйбышевского района, расположена в 12 км на юго-запад от Новокузнецка. Количество жителей 4,7 тыс. человек (на 2003 год).

## География
Посёлок расположен в юго-западной части Куйбышевского района, в пределах горных отводов шахты «Бунгурская» и разреза «Листвянский».
Через поселок протекает река Бунгур.

## История
В 1924 году был образован выселок Листвяг.  В нем проживали несколько переселенцев из Бунгура, затем в 1930е годы у реки Зайчихи поселились ссыльные кулаки.
В 1947 году была начата промышленная разведка угольных запасов, а в 1948 уже начата добыча участком шахты им. Димитрова. В 1949 году участок был преобразован в самостоятельную шахту «Бунгурские штольни», переименованную позже в шахту «Бунгурская». До июня 1956 года входил в  Бунгурский сельский совет Кузнецкого района Кемеровской области  В 1955 году был сдан в эксплуатацию угольный разрез «Листвянский», а 16 июня 1956 года решением Горисполкома № 1733/22 города Сталинска (ныне город Новокузнецк) был образован посёлок Листвяги.

## Инфраструктура
В 1980-х годах был разработан и утверждён генеральный план посёлка, рассчитанного на 10 тыс. человек. Намечалось строительство многоэтажных жилых домов, школы, стадиона, больницы, центра с Домом культуры, библиотеки, райсовета и АТС. Частично строительство было осуществлено. Соседи- Костенковское городское поселение на юге. Бунгурское сельское поселение на западе. Сосновское сельское поселение на востоке.
Имеется церковь Рождества Иоанна Крестителя . Службы в церкви проходят с 1992 года.
В п. Листвяги находится ООО "Разрез «Бунгурский — Северный».

## Транспорт
Автобусы до вокзала Новокузнецка № 67, до автовокзала в летнее время автобус Новокузнецк — Апанас.
К разрезу ведёт подъездной путь со станции Новокузнецк — сортировочная. На станции идёт погрузка угля с Таргайского, Михайловского и других разрезов.